# Searsia brenanii
Searsia brenanii är en sumakväxtart som först beskrevs av Kokwaro, och fick sitt nu gällande namn av Moffett. Searsia brenanii ingår i släktet Searsia och familjen sumakväxter. Inga underarter finns listade i Catalogue of Life.